# Максимов, Михаил Алексеевич
Михаи́л Алексе́евич Макси́мов (1901—1978) — советский дипломат. Чрезвычайный и полномочный посол.

## Биография
Окончил МГУ в 1929 году и аспирантуру в 1931 году. Кандидат исторических наук. Владел персидским (фарси), французским и английским языками. Женат (первым и вторым браком), имел двух сыновей и одну дочь.
На дипломатической работе с 1926 года.
- В 1926—1929 годах — сотрудник аппарата уполномоченного НКИД СССР в Узбекской ССР.
- В 1929—1933 годах — сотрудник генерального консульства СССР в Герате (Афганистан).
- В 1934—1938 годах — консул СССР в Меймене (Афганистан).
- В 1938—1940 годах — сотрудник полпредства СССР в Афганистане.
- В 1940—1941 годах — сотрудник центрального аппарата НКИД СССР.
- В 1941 году — служба в рядах Советской Армии.
- В 1942 году — генеральный консул СССР в Мешхеде (Иран).
- В 1942—1944 годах — советник Посольства СССР в Иране.
- С 28 июня 1944 по 26 февраля 1946 года — чрезвычайный и полномочный посол СССР в Иране.
- В 1946—1948 годах — заместитель заведующего Ближневосточным отделом НКИД, МИД СССР.
- В 1948—1950 годах — заместитель заведующего Отделом Ближнего и Среднего Востока МИД СССР.
- В 1953—1956 годах — эксперт-консультант Отдела Юго-Восточной Азии МИД СССР.
- В 1956—1961 годах — заместитель заведующего Отделом Юго-Восточной Азии МИД СССР.
- В 1961—1970 годах — эксперт-консультант Отдела Юго-Восточной Азии МИД СССР.

Имел дипломатический ранг Чрезвычайного и полномочного посла.
На посту посла СССР в Иране принимал активное участие в организации и проведении Тегеранской конференции 1943 года.

## Награды
- орден Ленина (1954)[1]
- орден Трудового Красного Знамени (3 ноября 1944)